# Cyanopepla hurama
Cyanopepla hurama là một loài bướm đêm thuộc phân họ Arctiinae, họ Erebidae.